# بيريونس (سقز)
قرية بيريونس (بالكردية: پیریۆنس) هي إحدى القرى التابعة لـسرا في ريف قسم مركزي من مقاطعة سقز، في محافظة كردستان الإيرانية.

## السكان
حسب إحصاءات سنة 2006، بلغ إجمالي السكان في بيريونس 95 نسمة وعدد المساكن 19 مسكن. لغة سكان بيريونس هي اللغة الكردية و هم من أهل السنة والجماعة والمذهب الشافعي.